# آور لاین

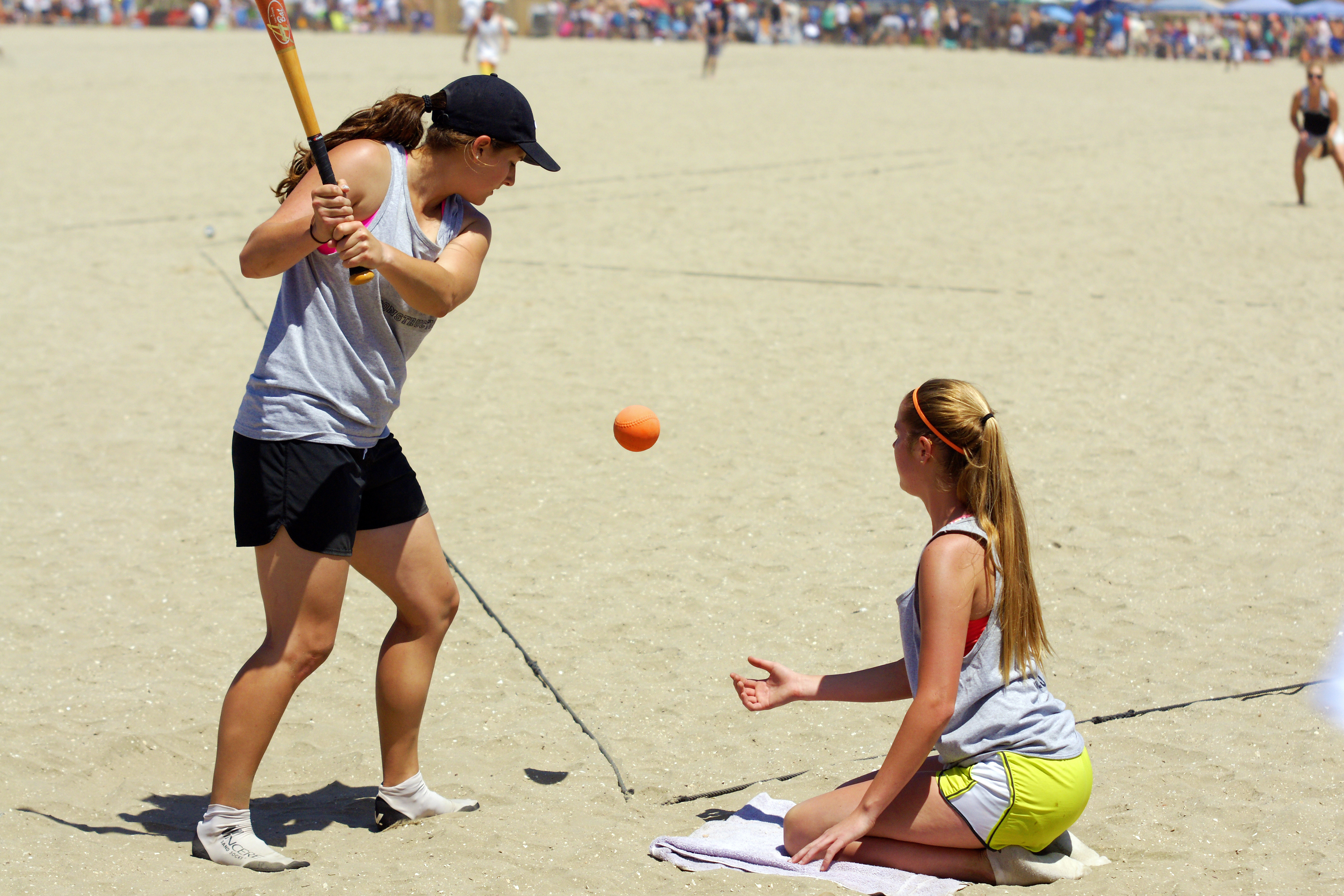

آور لاین (به انگلیسی: Over-the-line) نوعی ورزش توپ و بت است که شباهت‌های زیادی با بیسبال و سافتبال دارد. در این ورزش هر تیم شامل سه بازیکن - یک بتر ، یک بیچر و یک فیلدر - می‌باشد. مسابقات این ورزش در مناطق ساحلی انجام می‌شود.